# (47743) 2000 DH74
(47743) 2000 DH74 es un asteroide perteneciente al cinturón de asteroides, descubierto el 29 de febrero de 2000 por el equipo del LINEAR desde el Laboratorio Lincoln, Arizona, Estados Unidos.

## Designación y nombre
Designado provisionalmente como 2000 DH74.

## Características orbitales
2000 DH74 está situado a una distancia media del Sol de 2,720 ua, pudiendo alejarse hasta 3,043 ua y acercarse hasta 2,720 ua. Su excentricidad es 0,118 y la inclinación orbital 12,603 grados. Emplea 1638,79 días en completar una órbita alrededor del Sol.

## Características físicas
La magnitud absoluta de 2000 DH74 es 14,36.